# الفلاح وأبناؤه

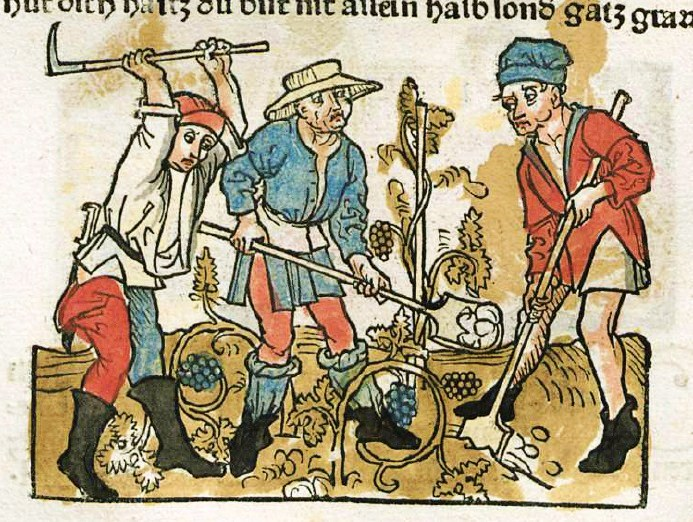
طباعة ملونة للخرافة من طباعة شتاينهاويل 1501م.

الفلاح وابنائه هي قصة اصلها يوناني والتي تصنف كإحدى حكايات إيسوب ومسجله بالعدد 42 في (perry index) بيري انديكس. يوضح إيسوب قيمة الدؤوب الجاد والحاجة إلى مواءمة نصيحة الوالدين بالتطبيق العملي.

## القصة
يوشك مسنٌ على الموت ويدعوا ابنائه بدون شهود و يوصيهم بعدم بيع ارض الاسرة لوجود كنز مخفي فيها وعلى الرغم من انهم حفروا جاهدين مثابرين الا انهم لم يجدوا شيئاً وعندما تزدهر الأرض تدر عليهم كسباً جيداً ويدركون مغزى وصية والدهم. الحكاية متخلخله عندما نتعامل معها مباشره مع الوضع البشري عوضاً عن طريق وسيط حيواني.
على الرغم من قبولها منذ قديم الازل كواحده من حكايات عيسوب وظهرت كمجوعاته الاوربيه المبكره الا ان الحكاية نسبة ايضاً إلى الفيلسوف سقراط.كتب كل من الشعراء اللاتينيين الجدد غابرييل فارنو وهيرونيموس أوسيوس نسخاً شعرية، كما فعل جان دي لا فونتين باللغة الفرنسية. لا يوجد اتساق في نسبة الحكاية لراوي محدد. ادعت المصادر اليونانية ان الأب كان مزارعا (Γεωργ ⁇ ς)، في حين  كان يسميه أوسيوس فلاحا (ريفيكوس).وصفه كاكستون انه كان كادحاً كما وصفه لافونتين.وعلى الرغم من ان الكادح الفرنسي له معنى الفلاح المستقل وهو نفس المصطلح الذي استخدمه صمؤيل كروسكال.و تختلف طبيعة الأرض المزروعه ايضاً الرسوم التوضيحية في القرن الخامس عشر في مخطوطة ميديشي وفي مجموعة هاينريش شتاينهاويل كتبتها كحقلٍ منالعنب. كما هو موضح ايضاً في قصائد فارنو واوسيوس ولكن لم تكن النصوص الأخرى دائما أكثر تحديداً.
تظهر مغزى القصة ببراعة في نسخة لافونتين كـ le travail est un trésor (العمل ثروة)، كما هو موضح أيضًا في اليونانية (ὁ κάματος θησαυρός ἐστι) وفي لاتينية Faerno (قاموس المرادفات هو العمل). كانت النسخ الإنجليزية أكثر دوارة وطويلة. يستهل كاكستون القصة بالرأي القائل بأن «من يعمل ويعمل بشكل متواصل قد لا يكون قادرًا على امتلاك وفرة من الخير». يستهل كروكسال طلبه الطويل بـ «العمل والصناعة، تطبيق جيد، نادرًا ما يفشل في العثور على كنز»،   تحتوي طبعة توماس بويك على الآية «الآلام الجادة التي تملأها الخزائن المنتفخة». ومع ذلك، فإن تعليق Bewick الرئيسي هو على قيمة نصيحة الأب والحرفة التي نقلها من خلالها. وهذا أيضًا ما يجذب انتباه روجر ليسترينج: «المشورة الجيدة هي أفضل إرث يمكن أن يتركه الأب لطفله».

## روابط خارجية
رسوم توضيحية للكتب من القرن الخامس عشر إلى القرن التاسع عشر